# (3470) Yaronika
(3470) Yaronika es un asteroide perteneciente al cinturón de asteroides, descubierto el 6 de marzo de 1975 por Nikolái Stepánovich Chernyj desde el Observatorio Astrofísico de Crimea (República de Crimea).

## Designación y nombre
Designado provisionalmente como 1975 ES. Fue nombrado Yaronika en honor al hijo del descubridor, cuyo nombre es Yaronika.